# سیارک ۹۷۵۱
سیارک ۹۷۵۱ (به انگلیسی: 9751 Kadota، نامگذاری:1990QM) نه هزار و هفتصد و پنجاه و یکمین سیارک کشف شده‌است که در ۲۰ اوت ۱۹۹۰ کشف شد.